# Jules Ozeray
Jules Michel Ozeray (Bouillon 17 februari 1815 - 7 maart 1895) was een Belgisch senator en burgemeester.

## Levensloop
Ozeray was een zoon van gemeentesecretaris en notaris Michel Ozeray en van Elisabeth Chauchet, dochter van senator Richard Chauchet. Hij trouwde met Marie-Appoline Collette.
In opvolging van zijn vader werd hij notaris in Bouillon (1840-1895).
In 1842 werd hij verkozen tot gemeenteraadslid van Bouillon. Hij was er schepen van 1843 tot 1849 en burgemeester in 1850-1851 en van 1855 tot 1871.
Van 1840 tot 1862 was hij provincieraadslid. In 1862 werd hij liberaal senator voor het arrondissement Neufchâteau en vervulde dit mandaat tot in 1867.